# La Maréchalerie
 (janvier 2018).
La Maréchalerie est un centre d'art contemporain situé dans la forge des petites écuries du château de Versailles.

## Historique
Créé en 2004, il dépend de l'École nationale supérieure d’architecture de Versailles.
La conception de l'aménagement intérieur est le fait en particulier de l'agence d'architectes Aldric Beckmann/Françoise N’Thépé,.
La programmation est dirigée par Valérie Knochel Abécassis. Les expositions sont l'occasion pour chaque artiste de produire des œuvres in-situ dans cet espace aux caractéristiques architecturales exceptionnelles, classé au titre des monuments historiques.
Le centre d'art met en relation les artistes et les élèves de l'énsa-v pour la production d’œuvres, leur montage, de la médiation ou des workshops.
Elle fait partie du réseau art contemporain Île-de-France TRAM. À ce titre elle organise de nombreuses conférences publiques sur des thèmes mêlant art et architecture.

## Expositions

### 2004
- Ouvert / Couvert, Emmanuel Saulnier 22, 16 juin - 16 juillet

### 2005
- Archétype n°0 - David Saltiel, 1er octobre - 10 décembre
- Le jugement, après on joue - Jan Kopp, 6 avril - 4 juin
- Les hauts-reliefs, Jean-Luc Bichaud, 19 janvier - 12 mars

### 2006
- Animort - Michel Blazy, 6 octobre - 16 décembre
- Savoir Pouvoir - Jakob Gautel, 3 mai - 22 juillet
- Polydron Campfire Modeling - Stéphane Magnin, 25janvier - 1er avril

### 2007
- Laurent Pariente, 5 octobre - 15 décembre
- Rideau ! - Jason Karaïndros, 18, 23 mai - 21 juillet
- Farandoles - Jacques Julien, 2 février - 7 avril

### 2008
- Gandamaison - Tadashi Kawamata, 19 septembre - 13 décembre
- Production intérieure brute - Claire-Jeanne Jézéquel, 16 mai - 19 juillet
- Hval - Christian Gonzenbach, 23/ janvier - 12 avril

### 2009
- Garrafa - Humberto & Fernando Campana, 19 septembre - 5 décembre
- Folding Screens - Emmanuelle Villard, 13 mai - 18 juillet
- Rétrovision - Charlotte Charbonnel, 11 février - 7 avril

### 2010
- Travail à la chaîne - Vincent Ganivet, 2 octobre - 11 décembre
- Les Arpenteurs - Laurent Sfar, 28 mai - 17 juillet
- Nuées - Perrine Lievens, 27 janvier - 3 avril

### 2011
- Clouds | Nuages - Lucy et Jorge Orta - 16 septembre - 10 décembre
- Extensions tentaculaires - Alexis Tricoire - 2 mai - 13 juillet
- Avec le pont, vient l’idée de la traversée - Didier Courbot , 2 février - 2 avril

### 2012
- Super Asymmetry - Vincent Mauger - 15/09 - 15/12/2012
- Ever living Ornement - Cécile Bart, Anne de Nanteuil, Dector & Dupuy, GUsto, Olivier Sévère... - 6 avril -  1er juillet
- Je cherche des parfums nouveaux, des fleurs plus larges, des plaisirs inéprouvés - Karine Bonneval - 18 janvier - 17 mars

### 2013
- Des cercles, des toits, des façades - Felice Varini - 14 septembre - 14 décembre
- La mécanique des interstices - Jennifer Caubet - 19 avril - 15 juin
- Blow bangles production - François Daireaux - 23 janvier - 30 mars

### 2014
- Le culte de l’archipendule - Les Frères Chapuisat - 20 septembre - 14 décembre
- 7000 Oaks-7000 Chenes - Heather Ackroyd & Dan Harvey - 27 juin - 12 juillet
- Snooze - Alain Declercq - 9 avril - 14 juin
- A posteriori - Cécile Bart, Jean-Luc Bichaud, Michel Blazy, Karine Bonneval, Jennifer Caubet, Charlotte Charbonnel, Didier Courbot, François Daireaux, Anne de Nanteuil, Dector & Dupuy, Vincent Ganivet, Jakob Gautel, Christian Gonzenbach, GUsto, Claire-Jeanne Jézéquel, Jacques Julien, Jason Karaïndros, Tadashi Kawamata, Jan Kopp, Perrine Lievens, Stéphane Magnin, Vincent Mauger, Lucy et Jorge Orta, Laurent Pariente, David Saltiel, Emmanuel Saulnier, Olivier Sévère, Laurent Sfar, Felice Varini, Emmanuelle Villard - 22 janvier - 22 mars

### 2015
- Centrale Spirale - Berdaguer & Péjus - 3 octobre - 13 décembre
- Seconde-lumière - Pascal Broccolichi - 7 avril - 5 juillet
- Andachtstraum - Art Orienté Objet  - 23 janvier - 15 mars

### 2016
- Sur des territoires fluides - Didier Fiuza Faustino, Till Roeskens, Laurent Tixador. - 17 septembre - 11 décembre
- Lacune Féconde - Marc Johnson - 15 avril - 3 juillet
- Nous utilisons maintenant le pays lui-même comme sa propre carte - Yves Buraud -  22 janvier - 20 mars

### 2017
- Le Baphomet - Bertrand Lamarche - 16 septembre - 17 décembre
- Hippocampus - Cheikh Ndiaye - 5 avril - 9 juillet
- At Home she’s a tourist - Jeanne Susplugas - 20 janvier - 26 mars

### 2018
- Kodomo No Kuni - Susumu Hani & Yusuké Y. Offhause - 16 mai - 8 juillet
- Taches Aveugles  - Khaled Yassine & Kinda Hassan, Ali Kays & Maha Kays, Ghassan Salhab & Mohamed Soueid - 26 janvier - 8 avril
- Orage - Stéphane Thidet  - 15 septembre - 16 décembre

### 2019
- CMJN/H2O - Edouard Sautai - 25 janvier - 17 mars
- Didier Fiuza Faustino  - 4 mai - 14 juillet